# Тодор Иванов (Зърновци)
Вижте пояснителната страница за други личности с името Тодор Иванов.
Тодор Иванов е български просветен деец и революционер, деец на Вътрешната македоно-одринска революционна организация.

## Биография
Тодор Иванов е индустриалец и голям търговец. В 1895 година влиза във ВМОРО и става един от лидерите на революционното движение във Винишка околия. В 1898 година е арестуван от властите и осъден на три години затвор. Впоследствие е арестуван още няколко пъти и няколко пъти е принуден да бяга в Свободна България.
При избухването на Балканската война в 1912 година е доброволец в Македоно-одринското опълчение на Българската армия и служи в чета № 53 на Еротей Николов. В 1913 година е арестуван от новите сръбски власти, затворен в Призрен, а имуществото му е ограбено. По-късно продължава да работи за македонското освободително движение.
На 9 април 1943 година вдовицата му Тана Тодорова Иванова, на 51 години, родена в Зърновци и жителка на Виница, подава молба за българска народна пенсия. В молбата си тя пише, че Иванов е вярвял, че „рано или късно ще възтържествува българската правда.“ Свидетели са Пане Паликрушев, Митко Тодоров и Васил Николов. Молбата е одобрена и пенсията е отпусната от Министерския съвет на Царство България.